# 竹田皇子
竹田皇子（又名竹田王、小贝王，？—？）是日本飞鸟时代的皇族。其父亲是敏达天皇，其母亲是皇后炊屋姫（推古天皇）。名字中的“竹田”是由葛城地方的地名而来。
据《日本書紀》等史书记载，用明天皇驾崩后，竹田皇子与押坂彦人大兄皇子共同成为继承皇位的有力竞争者，并因此被支持穴穂部皇子的势力敌视。在用明天皇2年（587年），竹田皇子被穴穂部皇子一派中的中臣勝海诅咒。
当时苏我氏势力很大，而竹田皇子的母亲炊屋姫是苏我稻目的孙辈。竹田皇子如果即位对苏我氏权势的增大非常有利，因而很早就被认为是继承皇位的有力人选。但由于敏达天皇驾崩是竹田皇子年纪尚小，并且也有拥立竹田皇子异母兄押坂彦人大兄皇子的意见，最后由敏达天皇的皇兄弟橘丰日尊即位，是为用明天皇。
但用明天皇即位两年后就去世了。之后苏我氏和物部氏进行了皇位继承之争。在苏我马子和物部守屋进行的战争中，竹田皇子与泊濑部皇子（崇峻天皇），厩户皇子（圣德太子），难波皇子，春日皇子一起作为苏我氏一方参战。这次战争之后，泊濑部皇子即位为崇峻天皇，但竹田皇子没有再在史料中出现。有说法认为竹田皇子在这前后去世。
据《日本书纪》记载，推古天皇（竹田皇子之母）曾下遗诏与竹田皇子合葬，因此竹田皇子的墓应与推古天皇陵磯長山田陵在一起。